# رودولف ویتلاچیل
رودولف ویتلاچیل (آلمانی: Rudolf "Rudi" Vytlacil; ۹ فوریهٔ ۱۹۱۲ – ۱ ژوئن ۱۹۷۷) بازیکن و مربی فوتبال اهل اتریش-مجارستان بود.
از باشگاه‌هایی که در آن بازی کرده‌است می‌توان به باشگاه فوتبال اسلاویا پراگ و باشگاه فوتبال راپید وین اشاره کرد.
وی همچنین در تیم ملی فوتبال چکسلواکی بازی کرده‌است.